# ネルソン・シン
ネルソン・シン（Nelson Shin、韓国名：申能均（신능균、シン・ヌンギュン）; 1939年 - ）は、韓国の実業家、アニメーター。アニメーション制作会社AKOMプロダクションの設立者で、代表を務めていたこともあった。

## 人物
黄海道平山郡出身。13歳の時に朝鮮戦争の影響で朝鮮民主主義人民共和国から韓国に移住。
1971年にアメリカ合衆国に渡る。1973年から1979年までデパティエ・フレレング・エンタープライズにてアニメーターとして働き、このとき『ピンク・パンサー』の制作に携わった。また、スター・ウォーズ・シリーズで用いられることとなったライトセーバーの刃の部分のエフェクト担当した。
1985年にソウルにアニメーション制作会社AKOMを設立。
シンのスタジオは、『ザ・シンプソンズ』や、『X-MEN』、『インヴェイジョンUSA』、Arthurといったアメリカ合衆国のテレビシリーズの作画下請けが主だった。シン自身も『戦え!超ロボット生命体トランスフォーマー』から『トランスフォーマー ザ・リバース』まで（『トランスフォーマー ザ・ムービー』を含む）のトランスフォーマーシリーズでプロデューサーや監督として制作に携わっている。なお、AkomのリードアニメーターはKim Jun-bokである。
1999年初頭から、長編映画『王后沈清』を監督。この映画は朝鮮民主主義人民共和国での制作が主となり、2005年8月、この映画は朝鮮半島の南北で同時に公開された初めての映画となった。